# Bundesstraße 486
Die Bundesstraße 486 (Abkürzung: B 486) ist eine deutsche Bundesstraße in Hessen; sie verläuft durch den Raum Frankfurt am Main.

## Geschichte/Weiteres
Die Straße zwischen Rüsselsheim, Mörfelden und Langen wurde zwischen 1829 und 1831 zur Chaussee ausgebaut. Ein Jahrzehnt später, zwischen 1841 und 1845, wurde auch der östliche Streckenabschnitt von Langen über Dreieich-Offenthal, Urberach, Eppertshausen und Münster nach Dieburg mit einer festen Straßendecke versehen.
Die Bundesstraße 486 wurde Mitte/Ende der 1960er Jahre eingerichtet, um das Netz der Bundesstraßen im Raum Frankfurt am Main zu verbessern.

## Planung und Bau
Nach langjähriger Planung wurde am 13. Dezember 2013 die rund 3,35 Kilometer lange Ortsumgehung Dreieich-Offenthal dem Verkehr übergeben. Bis dahin befuhren bis zu 30.000 Fahrzeuge täglich die Ortsdurchfahrt. Besonders der Knotenpunkt B 486/L 3317 war in Verkehrsspitzenzeiten überlastet. Es bildeten sich regelmäßig lange Staus. Bis Herbst 2014 sollen die Anschlussbereiche zwischen der alten B 486 und der neuen Umgehungsstraße sowie die rund 660 Meter lange Ostspange der von Dietzenbach kommenden L 3001 fertig sein.
Daneben ist geplant, die B 486 zwischen Langen (Abzweig nach Egelsbach: Prinzessin-Margaret-Allee, K168) und der Anschlussstelle zur Bundesautobahn 5 auf vier Fahrstreifen zu verbreitern. Das Planfeststellungsverfahren ist im Gange (Stand Mai 2014).
Das Projekt der Ortsumgehung Urberach entlang der B 486 ist schon seit 1964 als Idee vorhanden. Bis dato wurde jedoch die Ortsdurchfahrt Urberach für den Verkehr genutzt. Im Januar 2018 sind 10.800 PKW und 560 LKW täglich durch den Ort Urberach gefahren. Das Bundesverkehrsministerium prognostizierte für das Jahr 2025 täglich 24.000 PKW und 3.000 LKW. Wegen dieser Verdoppelung stellten die Freien Wähler einen Antrag für eine Ortsumgehung Urberachs. Als Ausweichstrecke wurde die sogenannte K-L-Trasse (über die K180 und L3317) vorgeschlagen, welche den Verkehr in Richtung der Nachbarorte Eppertshausen, Messel und Offenthal umleiten würde. Nach lokalem Widerstand ist nun eine ortsnähere Umgehung geplant, welche in den Bundesverkehrswegeplan 2030 aufgenommen wurde.